# John Purse
John Purse (ur. 7 września 1972 w Orlando) – amerykański kolarz BMX, złoty medalista mistrzostw świata.

## Kariera
Największy sukces w karierze John Purse osiągnął w 1997 roku, kiedy zwyciężył w kategorii elite podczas mistrzostw świata BMX w Saskatoon. W zawodach tych wyprzedził bezpośrednio dwóch swoich rodaków: Grega Romero i Matta Hadana. Był to jednak jedyny medal wywalczony przez Purse'a na mistrzostwach świata. Na rozgrywanych dwa lata później mistrzostwach świata w Vallet w tej samej konkurencji zajął siódmą pozycję. Startował także na mistrzostwach świata w Valkenswaard w 2004 roku, gdzie był czwarty w cruiserze. W wyścigu tym w walce o podium lepszy okazał się Christian Becerine z Argentyny.